# Georget Bertoncello
Georget Bertoncello (Charleroi, 3 september 1943 – Châtelineau,  22 december 2019) was een Belgische voetballer van Italiaanse origine. Hij was een aanvaller die vooral bij Sporting Charleroi succes kende. In 2003 werd hij verkozen als Zebra van de eeuw.

## Carrière
Georget Bertoncello was de zoon van Italiaanse migranten. Hij sloot zich op jonge leeftijd aan bij Sporting Charleroi en maakte op 16-jarige leeftijd zijn debuut in het eerste elftal. De Italiaanse Belg maakte deel uit van een jonge, maar getalenteerde generatie bestaande uit onder meer Jean-Paul Spaute en André Colasse.
Ondanks zijn kleine gestalte en overgewicht groeide Bertoncello in geen tijd uit tot een sterkhouder en publiekslieveling. Zijn dribbels en neus voor doelpunten zorgden er aanvankelijk voor dat Charleroi jaarlijks in de subtop in tweede klasse eindigde.
In 1964 zette Bertoncello een stap hogerop. Hij belandde bij eersteklasser Club Luik, waar hij een ploegmaat werd van onder meer Denis Houf, Victor Wegria, Julien Onclin en Yves Baré. Hij werd er de opvolger van linksbuiten Jean-Marie Letawe, die in de jaren 60 een doeltreffend aanvalstrio vormde met Wegria en Claude Croté. In zijn eerste seizoen voor de Luikenaars mocht hij meteen deelnemen aan de Jaarbeursstedenbeker. Bertoncello en zijn ploegmaats schakelden achtereenvolgens Valencia en DOS Utrecht uit, maar verloren nadien in de achtste finale van Atlético Madrid. In 1967 werd Club Luik ook derde in de Belgische competitie.
Nadien keerde Bertoncello terug naar het inmiddels gepromoveerde Charleroi, met wie hij in 1969 verrassend vicekampioen werd. Het is tot op heden het beste resultaat ooit voor de club uit Henegouwen. Twee jaar later zakten de Carolo's echter terug naar de tweede klasse. Bertoncello bleef de club trouw en keerde met Charleroi in 1974 terug op het hoogste niveau.
Op 9 februari 1975 speelde de publiekslieveling van de Zebra's een opmerkelijke wedstrijd tegen de latere landskampioen RWDM. Charleroi stond lange tijd 0-1 voor, maar in het slot van de wedstrijd floot scheidsrechter Fred Delcourt een strafschop waardoor RWDM op gelijke hoogte kwam. Toen Charleroi opnieuw moest aftrappen, weigerde Bertoncello verder te spelen. Hij ging op de bal zitten en legde zo de wedstrijd stil, tot grote ergernis van de Brusselaars. Bertoncello kreeg uiteindelijk een rode kaart voor zijn opmerkelijke actie. 
Eind jaren 70 voetbalde Bertoncello in de lagere afdelingen nog enkele jaren voor Olympic Charleroi en UR Namur. Na zijn voetbalcarrière baatte hij in de buurt van het Stade de Mambourg een café uit en werd hij trainer van bescheiden clubs als La Louvière, Mariembourg, Aiseau, Farciennes, Châtelineau en zijn ex-club Namur. In maart 2003 werd hij veroordeeld tot een gevangenisstraf van acht maanden wegens fraude en valsheid in geschrifte. Enkele maanden later werd hij verkozen tot "Zebra van de eeuw".